# Rambatan (Rambatan)
Rambatan is een bestuurslaag in het regentschap Tanah Datar van de provincie West-Sumatra, Indonesië. Rambatan telt 6191 inwoners (volkstelling 2010).